# ارسکین کالدول
ارسکین پرستون کالدول (به انگلیسی: Erskine Preston Caldwell) (زاده ۱۷ دسامبر ۱۹۰۳ - درگذشته ۱۱ آوریل ۱۹۸۷) نویسنده معاصر آمریکایی است، در جوانی به شغل‌های مختلفی دست زد ولی موفقیتی پیدا نکرد تا اینکه عاقبت الامر نویسنده شد.
او از پیشروان پرداختن به درون‌مایه‌های اجتماعی، از جمله فقر و نژادپرستی به‌ویژه در ایالت‌های جنوبی آمریکا، در ادبیات قرن بیستم آمریکا به‌شمار می‌رود. وی کتاب تعظیم به خورشید فروزان را با همین درون‌مایه نوشت.
بسیاری از کتاب‌های وی از جمله قصه‌های بابام، غوغای ژوئیه و جادهٔ تنباکو در سال‌های دور به زبان فارسی چاپ و منتشر شده‌است.

## آثار
آثار مهم وی عبارتند از:
- حرامزاده (کتاب) (۱۹۲۹)
- احمق بیچاره (۱۹۳۰)
- سرزمین آمریکا (۱۹۳۱)
- جاده تنباکو (۱۹۳۲)
- یک وجب خاک خدا (۱۹۳۳)
- مسافر (۱۹۳۵)
- تعظیم به خورشید فروزان (1935)
- راه‌های جنوب (۱۹۳۸)
- شمال دانوب (۱۹۳۹)
- غوغای ژوئیه (۱۹۴۰)
- مسکو در زیر آتش (۱۹۴۲)
- زمین حزن‌آور (۱۹۴۴)
- خانه‌ای در کوهستان (۱۹۴۶)
- مکانی به نام استرویل (۱۹۴۹)
- اسمش را تجربه بگذار (۱۹۵۱)
- گرتا (۱۹۵۵)
- دست مطمئن خدا ()
- بازی
- سرتاسر شب
- آفتاب جنوبی
- در تمام شب